# Supercopa de la CAF 2011
La Supercopa de la CAF 2011  fue la 19.ª edición de la Supercopa de la CAF. El encuentro organizado por la Confederación Africana de Fútbol fue disputado entre el vencedor de la Liga de Campeones de la CAF y el vencedor de la Copa Confederación de la CAF.
El partido se disputó entre el TP Mazembe de RD del Congo
, campeón de la Liga de Campeones de la CAF 2010, y el FUS Rabat de Marruecos, vencedor de la Copa Confederación de la CAF 2010, el encuentro fue disputado en el Stade Frederic Kibassa Maliba de la ciudad de Lubumbashi, RD del Congo, el 29 de enero de 2010.
TP Mazembe ganó el partido por penales 9-8 después que durante el transcurso del partido incluyendo prórroga terminara 0–0, ganando su segundo título de la Supercopa de la CAF. Después de vencer en la edición anterior.

## Participantes
- TP Mazembe
- FUS Rabat

## Estadio
| Lubumbashi                    | Lubumbashi |
| ----------------------------- | ---------- |
| Stade Frederic Kibassa Maliba | Lubumbashi |

## Partido
| 29 de enero de 2011 | TP Mazembe | 0-0     | FUS Rabat | Stade Frederic Kibassa Maliba, Lubumbashi,                  |                                                             |
| 08:30               |            | Reporte |           | Asistencia: 35,000 espectadores Árbitro(s): Koman Coulibaly | Asistencia: 35,000 espectadores Árbitro(s): Koman Coulibaly |